# William Grey-Wilson
Sir William Grey-Wilson, KCMG, KBE (* 7. April 1852; † 14. Februar 1926) war ein britischer Kolonialadministrator, der unter anderem zwischen 1887 und 1897 Gouverneur von St. Helena, von 1897 bis 1904 Gouverneur der Falklandinseln sowie zwischen 1904 und 1912 Gouverneur der Bahamas war.

## Leben
William Grey-Wilson, Sohn von Andrew Wilson, Generalinspekteur der Krankenhäuser der Britischen Ostindien-Kompanie und Charlotte Grey, besuchte das renommierte Cheltenham College und trat 1874 in den Dienst des Kolonialministeriums (Colonial Office). 1887 wurde er als Nachfolger von Hudson Ralph Janisch und einer kommissarischen Amtsführung von Grant Blunt (1884 bis 1887) Gouverneur von St. Helena und bekleidete dieses Amt bis 1897, woraufhin Robert Armitage Sterndale seine Nachfolge antrat. Für seine dortigen Verdienste wurde er 1891 zum Companion des Order of St Michael and St George (CMG) ernannt.
1904 wurde Grey-Wilson als Nachfolger von Sir Roger Goldsworthy und einer kommissarischen Amtsführung von Fred Craigie Halkett Gouverneur der Falklandinseln und hatte diese Position bis zum 22. Juni 1904. Anschließend wurde William Hart-Bennett zunächst kommissarischer Gouverneur, ehe William Allardyce am 1. September 1904 neuer Gouverneur der Falklandinseln wurde. Für seine Verdienste wurde er 1904 als Knight Commander des Order of St Michael and St George (KCMG) nobilitiert, wodurch er fortan den Namenszusatz „Sir“ trug.
1904 übernahm Sir William Grey-Wilson von Sir Gilbert Thomas Carter das Gouverneursamt der Bahamas und verblieb dort bis 1912, woraufhin Sir George Basil Haddon-Smith ihn ablöste. 1918 wurde er zum Knight Commander des Order of the British Empire (KBE) erhoben.